# Fédération internationale de skyrunning
Pour les articles homonymes, voir ISF.

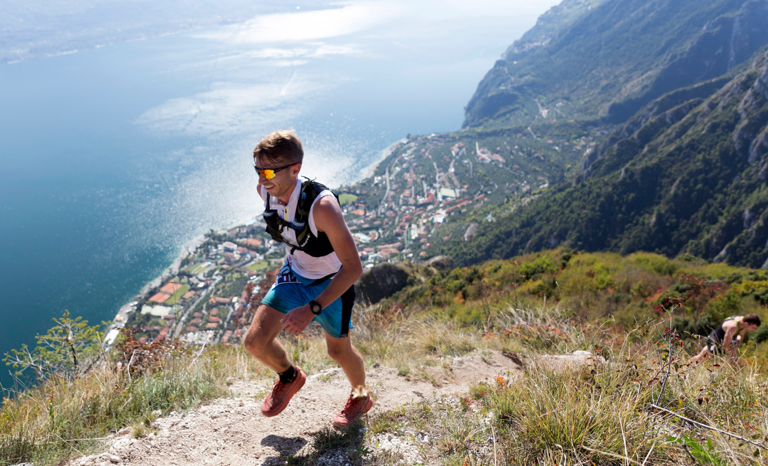
pratiquant de skyrunning

La Fédération internationale de skyrunning (en anglais, International Skyrunning Federation ou ISF) est une association qui a la charge d'organiser et de développer le skyrunning à travers le monde.

## Liste des compétitions organisées par l'ISF
- Championnats du monde de skyrunning
- Championnats d'Europe de skyrunning
- Skyrunner World Series
- Vertical Kilometer World Circuit